# Artur von Machui

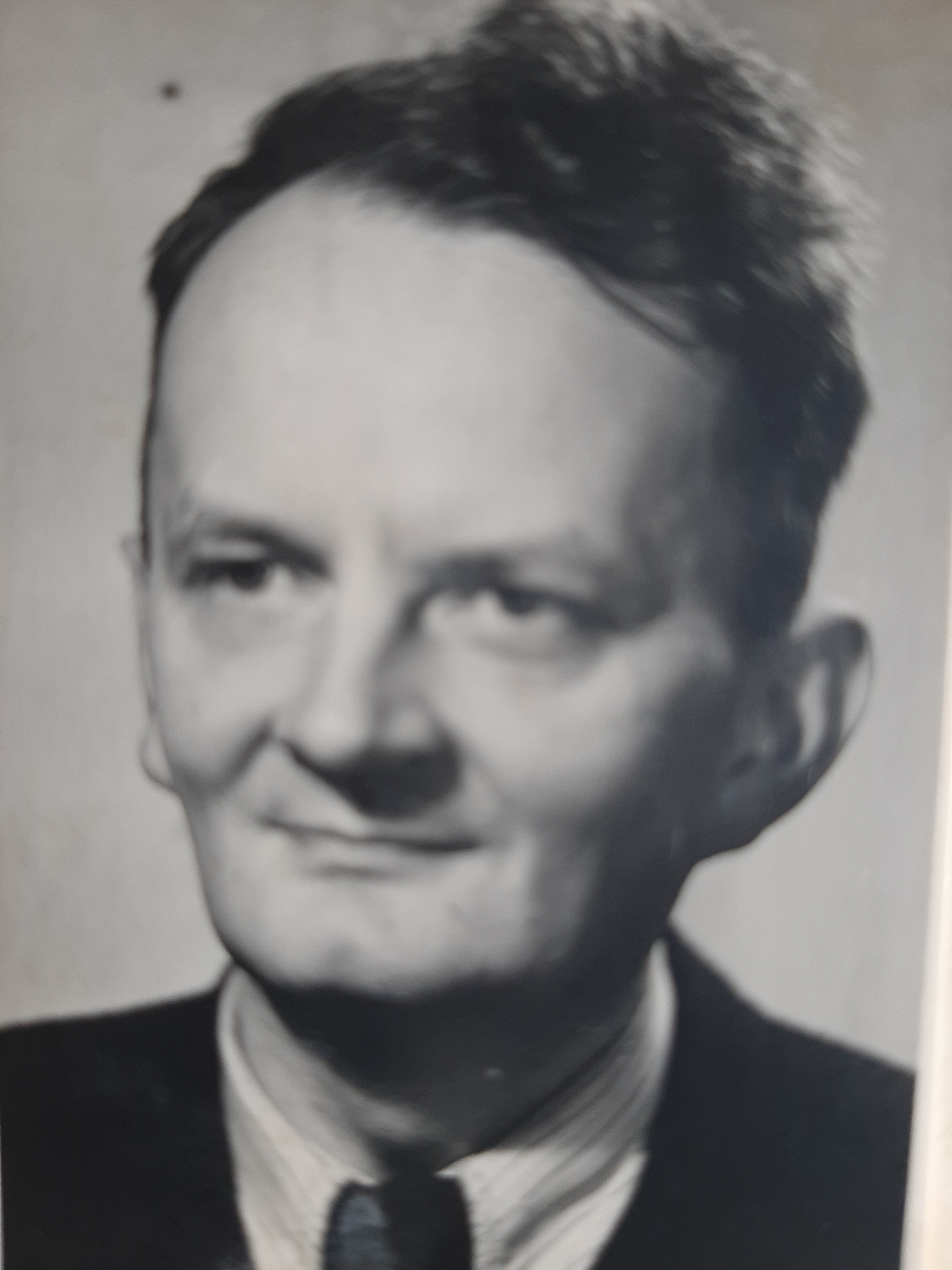
Artur von Machui (1949)

Artur von Machui (* 5. August 1904 in Ocklitz, Landkreis Neumarkt, Provinz Schlesien; † 6. April 1971 in Hamburg) war ein deutscher Agrarexperte und Publizist.

## Leben
Aus einer konservativen schlesischen Gutsbesitzerfamilie stammend studierte Artur von Machui zwischen 1922 und 1927 Soziologie, Philosophie, Landwirtschaftslehre sowie Volks- und Betriebswirtschaftslehre in Breslau, Freiburg im Breisgau, Neapel und Kiel und schloss als Diplom-Volkswirt ab. In Breslau lernte er Eugen Rosenstock-Huessy kennen, in Freiburg studierte er bei Götz Briefs, in Neapel bei Benedetto Croce und in Kiel gehörte er zu den Schülern von Adolf Löwe und Edgar Salin. Als Führer der „Schlesischen Jungmannschaft“, einem Zusammenschluss von Wandervogel und Pfadfindern in Nieder- und Oberschlesien, war er 1925 Mitbegründer des Volkshochschulheims „Boberhaus“ in Löwenberg (Schlesien) und arbeitete dort mit Mitgliedern der späteren Widerstandsgruppe Kreisauer Kreis zusammen. Gemeinsam mit Eugen Rosenstock-Huessy organisierte er freiwillige gemeinsame Arbeitslager für Studenten, junge Bauern und Arbeiter und widersetzte sich 1930 einer Verschmelzung der Schlesischen Jungmannschaft mit dem rechtsgerichteten Großdeutschen Jugendbund unter Admiral a. D. Adolf von Trotha.
Seine berufliche Laufbahn begann mit Tätigkeiten beim „Reichskuratorium für Wirtschaftlichkeit im Bau- und Wohnungswesen“ (Berlin 1927/28), an der Universität Heidelberg (Institut für Zeitungswesen, 1928 bis 1930) und dem Bibliographischen Institut in Leipzig (1930 bis 1931). 1929 trat er der SPD bei und gehörte zum Kreis um die Neuen Blätter für den Sozialismus, der eine umfassende geistige und politische Erneuerung der SPD unter reformistischen Vorzeichen anstrebte. 1931 bis 1933 war v. Machui im Siedlungswesen tätig (Sachbearbeiter und persönlicher Referent des Generaldirektors in der Schlesischen Landgesellschaft m.b.H., Breslau; Leitender Redakteur des Ostdeutschen Grenzboten). 1933 wurde er wegen „Verfolgung sozialistischer Ziele“ fristlos entlassen und gründete bei Nauen das „Lehrdorf Königshorst“. 1938 heiratete er Marianne Pallat, die Tochter des preußischen Ministerialbeamten und Unterrichtsreformers Ludwig Pallat (1867–1946), und stand in engem Kontakt zu seinem Schwager Adolf Reichwein. Beruflich war v. Machui im landwirtschaftlichen Forschungsdienst unter der Leitung von Konrad Meyer tätig. Ab 1942 arbeitete er auch für den Verlag „Deutsche Landbuchhandlung“ des Schriftstellers Heinrich Sohnrey. Schwerpunkte seiner Publikationen zu dieser Zeit waren Fragen des Genossenschaftswesens, der Arbeitsverfassung und der Dorforganisation, die in Zusammenhang mit der Germanisierung der eroberten Territorien in Osteuropa und der Vertreibung oder Ermordung der eingesessenen Bevölkerung standen, siehe Generalplan Ost. Von Machui arbeitete während des Krieges als Planer im Stabshauptamt des Reichskommissars für die Festigung des deutschen Volkstums, Heinrich Himmler, mit Sitz in Berlin. Gemeinsam mit dem Herausgeber Konrad Meyer übernahm Artur von Machui die redaktionelle Bearbeitung des in hoher Auflage verbreiteten Sammelwerks „Landvolk im Werden. Material zum ländlichen Aufbau in den neuen Ostgebieten und zur Gestaltung des dörflichen Lebens“. Beiträge zum Buch lieferten u. a. Walter Christaller, Josef Umlauf, Friedrich Kann und Herbert Morgen. Die Deutsche Forschungsgemeinschaft bewilligte von Machui in den Jahren 1941-1944 sechs Sachbeihilfen, die dem „volksgemeinschaftlichen“ Siedlungsaufbau in den „eingegliederten Ostgebieten“ dienen sollten.
Für die Zeit des Krieges sind Kontakte zu Mitgliedern des Kreisauer Kreises in den Erinnerungen von Rosemarie Reichwein bezeugt, die über die Kontakte ihres Mannes berichtet: Dabei nahm er auch wieder Kontakt auf zu den Kameraden aus dem freiwilligen Arbeitsdienst in Löwenberg/Schlesien Ende der zwanziger Jahre. Dazu gehörten: Helmuth James Graf von Moltke, Carl Dietrich von Trotha, Horst von Einsiedel sowie Arthur von Machui – alles Söhne von schlesischen Gütern. Adolf Reichwein wohnte nach seiner Ausbombung bis zu seiner Verhaftung 1944 beim Ehepaar Artur von Machui und Marianne v. Machui-Pallat.
1946 bis 1949 war er Referatsleiter für Landarbeiterfragen in der zunächst britischen, dann bizonalen, schließlich auf das gesamte Bundesgebiet bezogenen „Verwaltung für Ernährung, Landwirtschaft und Forsten (VELF)“ (Direktor: Hans Schlange-Schöningen), der Vorläuferin des späteren Bundesministeriums für Ernährung, Landwirtschaft und Forsten. Er gab die Korrespondenz Agrarpolitische Informationen heraus und publizierte mehrfach in den Frankfurter Heften. Zwischen 1947 und 1949 initiierte er zusammen mit Werner von Trott u. a. eine Reihe von Zusammenkünften der Gesellschaft Imshausen, an denen Politiker, Wissenschaftler und Publizisten aus Ost und West teilnahmen. Zur gleichen Zeit nahm er aktiv an Tagungen des Nauheimer Kreises teil, der eine Neutralisierung Deutschlands anstrebte und von dem Würzburger Geschichtsprofessor Ulrich Noack geleitet wurde. 1947 gründete er zusammen mit Tassilo Tröscher und anderen in Göttingen die Agrarsoziale Gesellschaft e. V. (ASG). Er setzte sich in Westdeutschland neben einer Bodenreform für eine Agrarreform ein, die privat- und gemeinwirtschaftliche Elemente umfasst. Als von Machuis Mitarbeit beim Planungsamt Himmlers in der Nachkriegszeit bekannt wurde, war er bei der ASG nicht mehr tragbar und verlor sein Vorstandsamt (Oktober 1949). Er wurde durch Walter Stauß (KTBL) abgelöst.
Aufgrund der Teilnahme an Veranstaltungen der interzonalen „Aktionsgemeinschaft der Jugend für ein einiges Deutschland“ in Braunschweig und Hannover wurde er am 21. Mai 1949 aus der SPD ausgeschlossen und musste seine Stellung in der Verwaltung aufgeben. Er beteiligte sich danach am Aufbau der „Sozialdemokratischen Aktion“ (SDA), einer linken SPD-Abspaltung, in deren Rahmen er 1949 bis 1951 die Gesamtdeutschen Agrarpolitischen Informationen (GAPI) und das SDA-Organ Unsere Aktion herausgab. Dieser Versuch einer Zusammenarbeit mit Politikern der DDR (Franz Dahlem, Karl Schirdewan, Erich Glückauf u. a.) scheiterte bereits Ende 1950 an der Instrumentalisierung der SDA durch Mitglieder der SED und KPD. A. v. Machui trat am 24. Januar 1951 aus der SDA aus. Bis zu seinem Tod war er freiberuflich tätig. Ende der 50er Jahre erschienen unter seiner Leitung einige „Meilenstein“-Briefe, eine kämpferisch-antikommunistische Publikation, die von dem CDU-Politiker Edelhard Rock unterstützt wurde. 1960 ergriff von Machui unter dem Pseudonym Victor Silling Partei für den wegen seiner Tätigkeiten im Zweiten Weltkrieg angegriffenen Bundesvertriebenenminister Theodor Oberländer.
Rückblickend beschrieb er seine politische Entwicklung: „Politisch habe ich mich von einem radikalen (zu keinem Zeitpunkt jedoch marxistischen!) Sozialisten zu einem temperierten (keineswegs reaktionären!) konservativen Demokraten entwickelt. Bis 1944 ging ich den politischen Weg gemeinsam mit meinem Freund und Schwager Professor Dr. Adolf Reichwein, hingerichtet am 20. Juli 1944. In jeder Phase lehnte ich den Nationalsozialismus bewusst ab. Zweimal verlor ich durch die NSDAP meine berufliche Existenzgrundlage. Vom Sozialismus, auch vom demokratischen, trennte ich mich 1951/52, als mir persönliche Versuche einer westöstlichen Zusammenarbeit zeigten, dass ich für den Marxismus als solchen offenbar gar kein Organ besitze und ihn als katholischer Christ letztlich auch ablehne.“ (Aus dem Nachlass)

## Werke
- Kurt Ballerstedt / Artur von Machui / Gerhard Klau: Denkschrift über die Errichtung eines Grenzschulheims in Schlesien. 1926
- Aus unserer Gründungszeit. In: Die Volksgruppe. Beiträge zum schlesischen Volksbildungswerk. Frühjahr 1928, S. 2–4.
- Unsere Verantwortung gegenüber dem Land. In: Neue Blätter für den Sozialismus, Jg. 2/1931, H. 8
- Aufstiegssiedlung mit ostdeutschen Siedlern. Ihre menschliche Vorbereitung und organisatorische Durchführung in Niederschlesien. Flugschriften der Reichsstelle für Siedlerberatung, hrsg. von Dr. Johannes Schauff. Berlin 1932
- Wirtschaftliche Bilanz des deutschen Arbeitsdienstes. In: Internationale Zeitschrift für Erziehung, Jg. 6/1937, Seite 16 bis 19
- Die Landschaft der Bauerndörfer. In: Neues Bauerntum 32, 1940, Seite 183–186
- Heimatfestigkeit und Bodenständigkeit volksdeutscher Bauern in den neuen Reichsteilen. In: Heimatleben, Jg. 1940, Seite 121–131
- Werner Lindner; Machui, Artur von: Bauliche Heimatgestaltung im Osten. In: Heimatleben. Heft 9. Jahrgang 1940. Berlin 1940
- Zur Neuordnung der bäuerlichen Betriebe und ihrer Arbeitsverfassung. In: Konrad Meyer u. a. (Hg.): Landvolk im Werden. Berlin 1941, Seite 212–240
- Die Rolle der Genossenschaften in der künftigen Gemeinschaftsordnung des Landes. In: Konrad Meyer u. a. (Hrsg.): Landvolk im Werden. Berlin 1941, Seite 258–270
- Leben und Beruf im Neuen Osten. In: Wille und Macht. Führerorgan für die nationalsozialistische Jugend, 9, 1941, Seite 19–10
- Vorschläge zu neuer Landarbeitsverfassung. In: Neues Bauerntum 33, 1941, Seite 151–156
- Städtebau und allgemeiner Siedlungsaufbau im neuen deutschen Osten. In: Neues Bauerntum 33, 1941, Seite 253–254
- Die Landgestaltung als Element der Volkspolitik. In: Deutsche Arbeit. Eine volkstumspolitische Monatsschrift 10,1942, S. 297–305.
- Gegenwärtige Aufgaben politischer Agrarwissenschaft. In: Forschungsdienst 14, 1942, S. 190–192
- Volksbiologische und volksgemeinschaftliche Voraussetzungen des ländlichen Aufbaus im neuen deutschen Osten. DFG-gefördertes Projekt für den Generalsiedlungsplan, 1942 und 1943
- Wissenschaftliche Unterlagen zu den kriegs- und siedlungswirtschaftlichen Maßnahmen in den eingegliederten Reichsteilen. DFG-gefördertes Projekt zum Generalsiedlungsplan, 1944 und 1945
- Zum 85. Geburtstag Heinrich Sohnreys. Sein Beitrag zur ländlichen Soziallehre. In: Forschungsdienst 17, 1944, Seite 291–96
- Dem Gedächtnis Adolf Reichweins. In: Die Sammlung, Jg. 1/1945 bis 1946, H. 1
- Die Agrarsoziale Arbeitsgruppe. 1947. Manuskript (3 Seiten)
- Gedanken und Ergebnisse der ersten Agrarsozialen Konferenz in Northeim, Hannover vom 3. bis 5. Mai 1947 / Bearb. für die Agrarsoziale Arbeitsgruppe durch Artur v. Machui. Agrarsoziale Arbeitsgruppe, Göttingen 1947
- Stellungnahmen zur agrarsozialen Situation / Bearb. für die Agrarsoziale Arbeitsgruppe durch Artur v. Machui. Agrarsoziale Arbeitsgruppe, Göttingen Herbst 1947
- Hoffnungsloses Proletariat? Möglichkeiten einer sozialen Aktivierung der Landarbeiterschaft. In: Frankfurter Hefte, Jg. 3/1948, H. 12
- Das soziale Prinzip in der Agrarpolitik. In: Agrarsoziale Gesellschaft e.V. (Hg.), Agrarsoziale Ziele und Fragen. Ergebnisse einer Arbeitstagung. Göttingen, Frühjahr 1948
- Und was soll der Bauer? Wegweiser durch den Dschungel der Agrarpolitik. In: Volk und Zeit (4. Jg., 1. Ausgabe) Januar 1949, S. 8–10
- von Lusian, Andreas (Pseudonym): Perspektiven einer deutschen Agrarpolitik. In: Frankfurter Hefte, H. 12/1951, S. 880–887
- West-östliche Zusammenarbeit in Deutschland. Das Exempel der Sozialdemokratischen Aktion SDA und des freien Mitarbeiterkreises der Gesamtdeutschen Agrarpolitischen Informationen GAPI 1949/1951, Frankfurt 1952 (Manuskript)
- Bilderbuch Italien. Bildzusammenstellung: Ludwig Heiss. Text: Artur v. Machui, Frankfurt 1954
- J. Peter Nettl: Die deutsche Sowjetzone bis heute. Politik, Wirtschaft, Gesellschaft. Übersetzung Artur v. Machui. Frankfurt 1953
- Titel – Anreden – Ränge. Heidelberg, München 1959
- Silling, Victor (Pseudonym): Die Hintergründe des Falles Oberländer. Wolfenbüttel 1960
- Giuseppe Garibaldi: Fast zerbrach das Schwert Italiens. Limburg an der Lahn und Kreuzweingarten 1961